# Varvara Jàkovleva

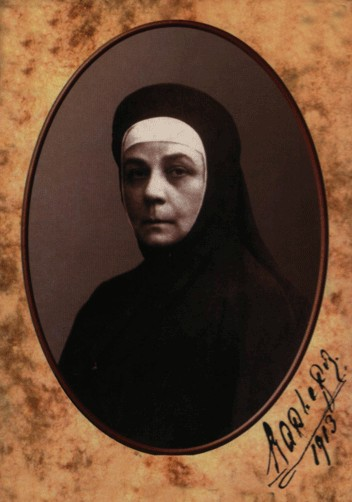
Varvara Yákovleva.

Varvara Jàkovleva o Iàkovleva (en rus: Яковлева Варвара), morta el 18 de juliol de 1918, va ser una monja ortodoxa russa del convent de la gran duquessa Elisabet Fiódorovna. Va ser assassinada pels bolxevics al costat de la gran duquessa i els prínceps russos Ivan Konstantínovitx, Konstantin Konstantínovitx, Ígor Konstantínovitx, el gran duc Sergei Mikháilovitx, Fiódor Rémez, secretari del gran duc, i el príncep Vladímir Pávlovitx Paléi en Alapàievsk. Posteriorment va ser canonitzada com a màrtir tant per l'Església ortodoxa russa fora de Rússia, com per l'Església ortodoxa russa.

## Vida
Varvara Jàkovleva va ser criada de la gran duquessa Elisabet abans de prendre el vel. El seu sobrenom era Vària. El 15 d'abril de 1910, va prendre els vots com a monja ortodoxa russa, la gran duquessa i altres dones també van prendre els vots en aquesta data. Com a germanes del Convent de Santa Marta i Santa Maria de Moscou, convent de la gran duquessa Elisabet, les dones eren ben conegudes a tot Moscou per fer actes de caritat. Portaven aliments a les llars dels pobres, van crear una llar per a dones que patien tuberculosi, van establir un hospital per atendre els malalts i van establir cases per als discapacitats físics, les dones embarassades i els ancians. També van establir un orfenat. Els seus esforços caritatius es van estendre més tard a altres ciutats de Rússia.

## Exili i mort
Varavara Jàkovleva va acompanyar voluntàriament la gran duquessa Elisabet quan va ser arrestada i enviada a l'exili després de la Revolució Russa de 1917. El grup va ser confinada a Iekaterinburg i més tard a Alapàievsk. La tarda del 18 de juliol de 1918, van ser portats al bosc als voltants d'Alapàievsk a punta de pistola, colpejats a la part posterior del cap i llançats d'un en un al pou d'una mina. Tots, excepte el gran duc Sergei, que havia rebut un tret en el cap, van sobreviure a la caiguda. Se'ls sentia cantar himnes i salms des del fons del pou. Un a un van anar perdent el coneixement i finalment van morir.
Varvara Jàkovleva va ser canonitzada com a màrtir per l'Església Ortodoxa Russa a l'Estranger com una víctima de l'opressió soviètica, juntament amb els altres membres del grup. Va ser més tard també canonitzada com a màrtir per l'Església Ortodoxa Russa. Les seves restes, recuperades a l'octubre de 1918 per l'exèrcit de Aleksandr Koltxak, estan enterrades juntament amb les de la gran duquessa Elisabet Fiódorovna Románova a l'Església de Santa Maria Magdalena a Jerusalem.